# 吉祥院 (船橋市)
吉祥院（きっしょういん）は、千葉県船橋市西海神にある寺院である。古くは、西海神の西部旧山野村にあった寺院である。近郊の古作にあった明王院の末寺である。

## 概要
社伝によると創立は、大覚院よりも古く天文13年3月9日と伝えられている。開基は、栄範和尚。墓地には正保四年などという古い墓碑が見られる。同寺は、もとより、小寺で、1873年(明治5年)には境内は4畝4歩で、檀家はわずかに26戸であった。当時の本堂は、間口が5間、奥行が4間。同寺も永く無住寺であったが、後年住職も決まり、本堂も建てなおされ、現在では、境内で幼稚園の経営もされている。